# Wiarden
Wiarden is een dorp in de gemeente Wangerland in de Duitse deelstaat Nedersaksen. Het maakt deel uit van Landkreis Friesland.
Het dorpje ligt 2 km ten oosten van Hohenkirchen aan de weg naar Hooksiel en Horumersiel.
De dorpskerk, gewijd aan Cosmas en Damianus, dateert waarschijnlijk uit de twaalfde eeuw. De kerk is gebouwd met veldkeien In het interieur bevindt zich een retabel uit de 18e eeuw met daarin een in houtsnijwerk uitgevoerde kruisigingsgroep, die mogelijk reeds van rond 1500 dateert, en een fraai 19e-eeuws orgel..